# Gerichtsbezirk Sillian
Der Gerichtsbezirk Sillian war ein Gerichtsbezirk im Bezirk Lienz (Bundesland Tirol). 1925 musste das Bezirksgericht Sillian seine Tätigkeit einstellen und seine Agenden dem Bezirksgericht Lienz übergeben.

## Geschichte
Der Gerichtsbezirk Sillian war neben dem Gerichtsbezirk Lienz und dem Gerichtsbezirk Matrei in Osttirol einer von ursprünglich drei Gerichtsbezirken des Bezirkes Lienz. Das Bezirksgericht betreute dabei die Gemeinden Abfaltersbach, Arnbach, Außervillgraten, Hollbruck, Innervillgraten, Innichberg, Innichen, Kartitsch, Obertilliach, Panzendorf, Sexten, Sillian, Sillianberg, Strassen, Tessenberg, Untertilliach, Vierschach, Wahlen und Winnebach.
Der Gerichtsbezirk Sillian umfasste 1890 ein Gebiet von 643 km2. 1869 lebten hier 9862 Menschen, 1890 waren es 9684 Personen in 1586 Häusern. Von der Gesamtbevölkerung waren dabei 1890 99,9 % katholischen Glaubens gewesen. Nach dem Ende des Ersten Weltkriegs musste Österreich 1919 durch den Vertrag von Saint-Germain die Gemeinden Innichberg, Innichen, Sexten, Vierschach, Wahlen und Winnebach an Italien abtreten, wodurch sich der Gerichtsbezirk enorm verkleinerte. Mit der Verordnung der Bundesregierung vom 29. März 1923 wurde in der Folge der Gerichtsbezirk Sillian aufgelöst und die bei Österreich verbliebenen Gemeinden dem Gerichtsbezirk Lienz zugeschlagen. Dem ursprünglichen Plan nach musste das Bezirksgericht Sillian am 31. März 1923 seine Tätigkeit einstellen und das Bezirksgericht Lienz am 1. Juni 1923 die Gerichtsbarkeit über die neuen Gebiete übernehmen. Schließlich erfolgte dieser Wechsel aber erst am 30. September 1925 bzw. 1. Oktober 1925.